# 溫尼奇基
49°46′23″N 24°9′48″E / 49.77306°N 24.16333°E
溫尼奇基（烏克蘭語：Виннички），是烏克蘭西部的村莊，隸屬利維夫州的利維夫區。該村面積1.65平方公里，海拔高度279米，人口650，人口密度每平方公里406.67人。